# Diciassette momenti di primavera
Diciassette momenti di primavera (Семнадцать мгновений весны) è una miniserie TV sovietica del 1973 dedicato alla fine della seconda guerra mondiale. 

## Trama
Diciassette momenti di primavera è stata una delle serie televisive sovietiche più apprezzate prima della perestrojka.
La serie di spionaggio in 12 serie che ricrea artisticamente il periodo 12 febbraio - 24 marzo 1945 ovvero gli ultimi giorni del Terzo Reich e della Repubblica Sociale Italiana.
Stirlitz era un agente sovietico infiltrato nel Sicherheitsdienst. Ricevette preziose informazioni sui negoziati separati in Svizzera volti a cedere il Reich, ed in particolare il Nord Italia, agli alleati occidentali. La base storica del film è Operazione Sunrise. Con l'aiuto di combinazioni operative, e soprattutto grazie al suo diretto superiore, Walter Schellenberg, Stirlitz riuscì, attraverso Martin Bormann, a impedire il piano anglo-americano.